# Iulia Valentia Banasa
Iulia Valentia Banasa fue una ciudad romano-bereber situada en el norte del actual Marruecos. Fue una de las tres colonias de Mauritania Tingitana fundada por el emperador Augusto entre el 33 y el 25 a. C. para los veteranos de la batalla de Accio, sobre una aldea mauritana. De hecho, el lugar ya estaba ocupado por el pueblo bereber local desde el siglo iv a. C., o quizás antes.
Algunas de las otras ciudades romanas cercanas importantes de Iulia Valentia Banasa de esta era temprana son Chellah y Volubilis, la última de las cuales comparte las características de una basílica y un patrón regular de calles. 
Varios mosaicos y objetos encontrados en el yacimiento se exhiben hoy en el Museo Arqueológico de Rabat.

## Galería

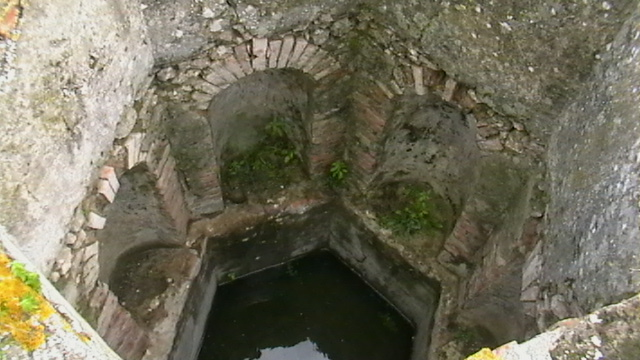
Ruinas romanas de Banasa: termas con frescos.
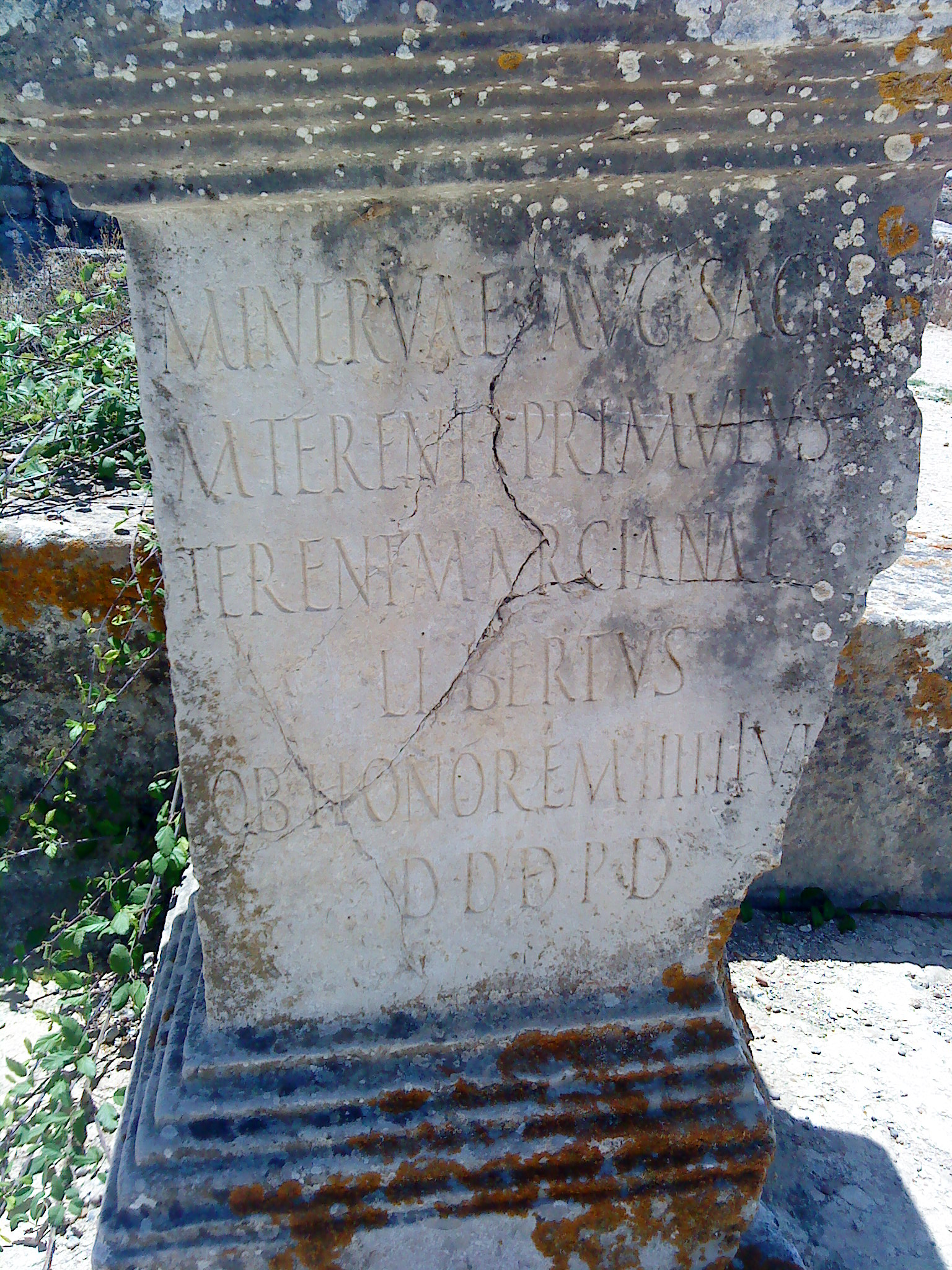
Piedra escrita en latín.
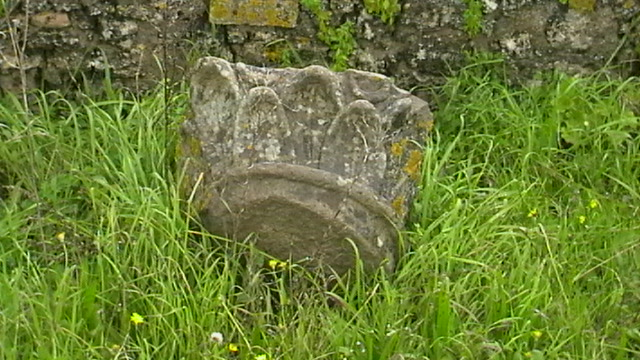
Sección de columna romana.
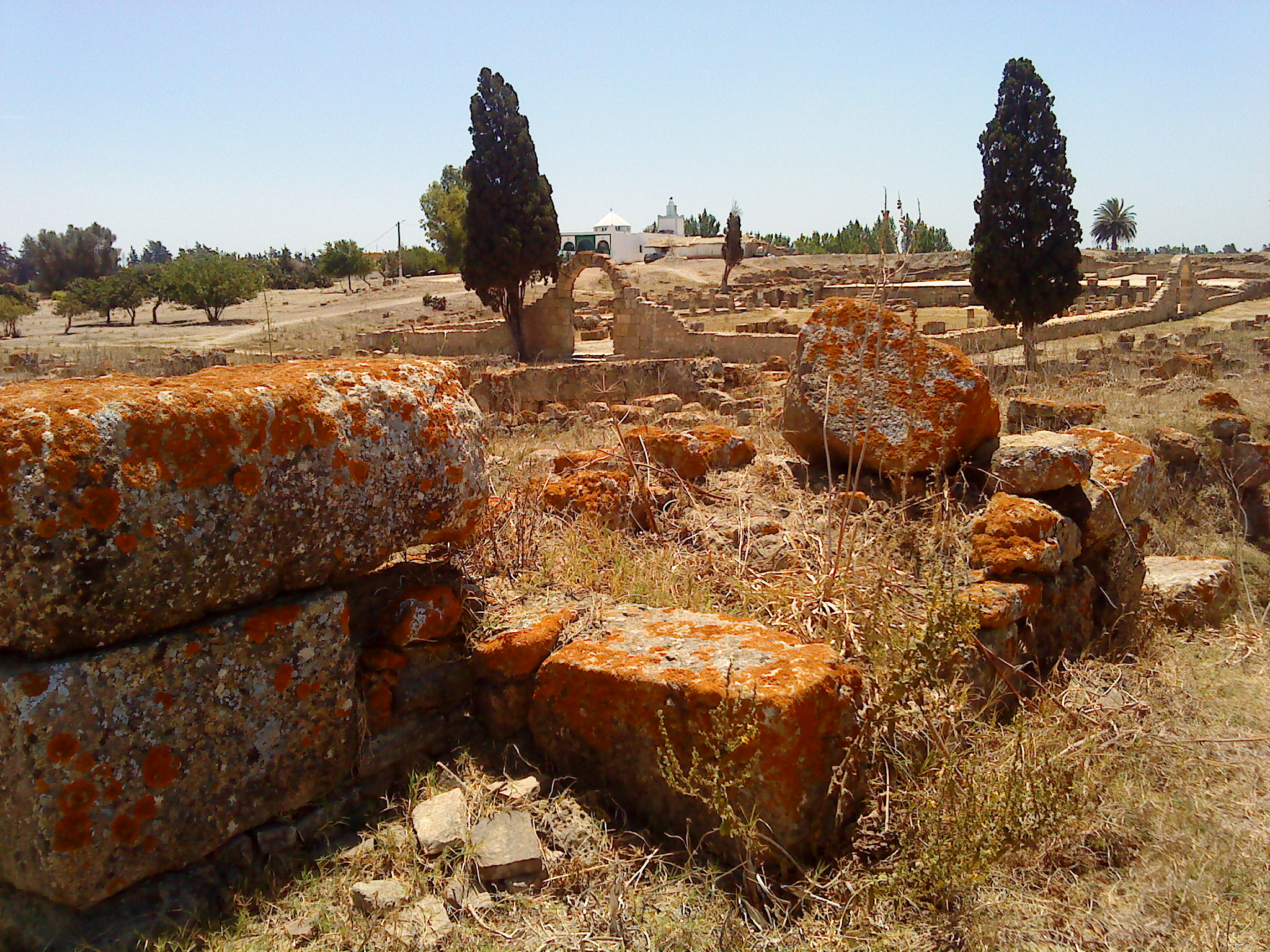
Vista de las ruinas de Banasa.
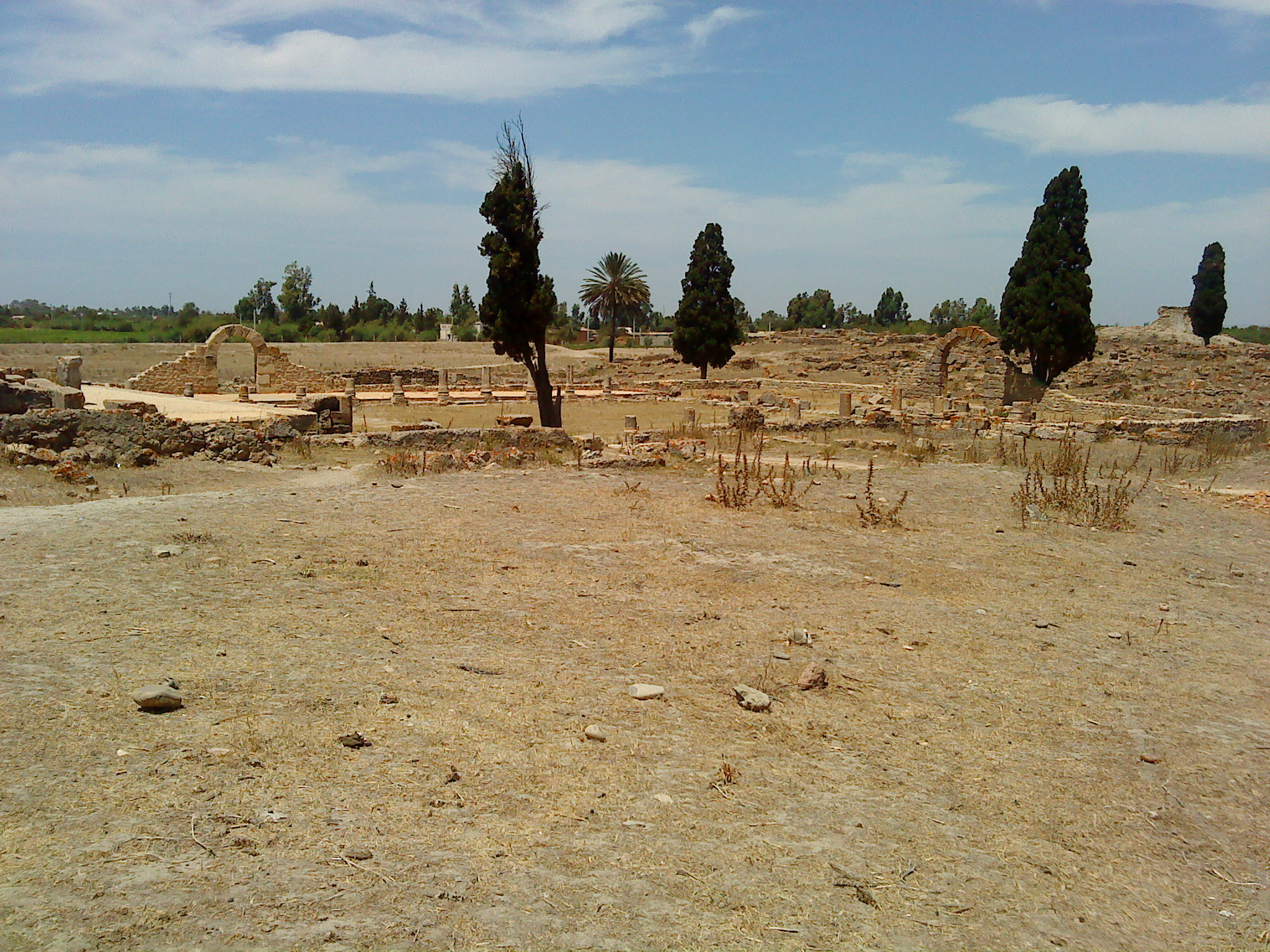
Vista del Foro Romano y la Basílica.